# ميلان كيب
ميلان كيب (باليابانية: 木部 未嵐) (18 يونيو 1994 في شيزوكا في اليابان – )؛ هو لاعب كرة قدم كان يلعب كلاعب وسط.

## وصلات خارجية
- ميلان كيب على موقع رابطة كرة القدم اليابانية للمحترفين (اليابانية)
- ميلان كيب على موقع قاعدة بيانات كرة القدم.إي يو (الإنجليزية)
- ميلان كيب على موقع Soccerway.com (الإنجليزية)